# Сайн-Витгенштейн
Сайн и Витгенштейн (нем. Sayn und Wittgenstein; Зайн-унд-Витгенштайн) — имперское графство в Вестфалии, состоявшее из двух частей — Гахенбург (в гессенской области Нассау) и Альтенкирхен (в Рейнской области).
Род графов фон Сайн, упоминаемый впервые в 1145 году, прекратился в мужской линии в 1246 году, после чего графство Сайн переходило из рук в руки, пока не оказалось в руках младшей ветви древнего дома Спонхеймов. В 1607 году спонхеймский род Сайн-Витгенштейн разделился на три линии:
- Первая из них, Сайн-Витгенштейн-Берлебург, распадается на три ветви.
  - К старшей, сохранившей это имя и получившей в 1792 году княжеский титул, принадлежал принц Август (1788—1874), с 1852 года первый министр герцогства Нассау. Сыновья его Эмилий и Фердинанд состояли на русской службе. Предпоследний глава рода принц Рихард был женат на датской принцессе Бенедикте. Нынешний глава дома принц Густав не имеет детей.
  - Вторую ветвь образуют графы Сайн-Витгенштейн-Карлсбург, последний из которых умер в 1806 году, не оставив прямого наследника.
  - Третью ветвь составляют графы Сайн-Витгенштейн-Людвигсбург, из числа которых происходил русский фельдмаршал Пётр Витгенштейн. Сын его Лев благодаря удачному браку с последней представительницей старшей ветви Радзивиллов унаследовал их обширные владения в Белоруссии, включая Мирский замок. В 1861 году пожалован прусским королём титулом князя Сайн-Витгенштейн-Сайн. Нынешние носители этого титула происходят от его брака с княгиней Леониллой Барятинской (1816—1918). Старшие представители этого рода принадлежат к морганатической ветви и носят фамилию фон Фалькенберг.
- Вторая главная линия, Сайн-Витгенштейн-Сайн, прекратилась в мужском поколении в 1632 году.
- Третья главная линия, Сайн-Витгенштейн-Витгенштейн, позже Сайн-Витгенштейн-Гогенштейн владела наиболее богатыми землями с центром в Ласфе. В 1804 году возведена в имперское княжеское достоинство и продолжает существование по сегодняшний день.

|                                       |  |                                        |  |                                           |
| Княжеская резиденция в Бад-Берлебурге |  | Герб графов Сайн-Витгенштейн-Берлебург |  | Родовое гнездо — замок Сайн близ Кобленца |